# Release From Agony
Release From Agony es el tercer disco de larga duración de Destruction. Fue el primer disco de larga duración con una alineación de cuatro miembros.

## Lista de canciones
1. "Beyond Eternity" - 1:11
2. "Release From Agony" - 4:44
3. "Dissatisfied Existence" - 4:30
4. "Sign of Fear" - 6:46
5. "Unconscious Ruins" - 4:27
6. "Incriminated" - 5:22
7. "Our Oppression" - 4:49
8. "Survive to Die" - 5:31

## Créditos
- Marcel Schmier - Voz, bajo
- Mike Sifringer - Guitarra
- Harry Wilkens - Guitarra
- Oliver "Olly" Kaiser - Batería